# Sandy Brown (Fußballspieler, 1939)
Alexander Dewar „Sandy“ Brown  (* 24. März 1939 in Grangemouth; † 8. April 2014 in Blackpool) war ein schottischer Fußballspieler. Zumeist als linker Außenverteidiger eingesetzt, gewann er 1970 mit dem FC Everton die englische Meisterschaft, diente dem Klub darüber hinaus aber häufig nur als Ergänzungsspieler.

## Sportlicher Werdegang
Brown wurde in der Nähe von Falkirk im schottischen Grangemouth geboren. Sein Weg in den Profifußball führte ihn Ende der 1950er-Jahre zunächst zu dem in Glasgow beheimateten Erstligisten Partick Thistle. Dort kam er nach anfänglich sporadischen Einsätzen ab der Saison 1959/60 regelmäßiger zum Zug und wenige Jahre später gehörte er zu den Stammspielern in der Mannschaft, die 1963 einen überraschend guten dritten Abschlusstabellenplatz – noch vor dem Spitzenklub Celtic Glasgow – belegte. Seine Stärken lagen vor allem im kämpferischen Bereich; dazu konnte er flexibel zwischen den Positionen wechseln. Für 38.000 Pfund heuerte er schließlich im September 1963 beim amtierenden englischen Meister FC Everton an, der etwas schleppend in die neue Saison 1963/64 gestartet war.
Als Vertretung von Rechtsverteidiger Alex Parker absolvierte er ab Ende November 1963 alle verbleibenden 30 Pflichtspiele, bevor er in der folgenden Spielzeit 1964/65 zumeist auf die linke Seite wechselte und dort als Absicherung für den neu verpflichteten Ray Wilson diente. Häufig blieb Brown beim FC Everton nur die Rolle des Ergänzungsspielers, dessen Leistungen in der Rückbetrachtung häufig etwas gering geschätzt wurden. Gegenstand der Kritik war dabei ein angeblich schwaches Stellungsspiel und das gelegentlich fehlende Timing im Zweikampfverhalten. Unter Trainer Harry Catterick arbeitete Brown jedoch konsequent an seinen Schwächen und häufig setzte ihn Catterick vor die Vierer-Abwehrreihe ein, um dort das gegnerische Ausbauspiel im Zentrum zu verhindern. Regelmäßig agierte er in einer „Sonderfunktion“ gegen West Ham United, als ihm die primäre Rolle zufiel, Pässe für Geoff Hurst und Martin Peters abzufangen. Seine bevorzugte Position war jedoch eindeutig die des Außenverteidigers, wenn er auch gelegentlich als „Aushilfsstürmer“ in die Offensive beordert wurde – Ausdruck seiner Torgefährlichkeit waren die fünf Ligatore in der Spielzeit 1964/65. Erster großer Erfolg war für Brown mit Everton sein Beitrag zum Gewinn des FA Cups 1966, als er in vier Partien bis einschließlich des Halbfinalerfolgs gegen Manchester United (1:0) in der Startformation stand – im Endspiel gegen Sheffield Wednesday (3:2) fehlte er jedoch. Nach der mit dem Pokalsieg verbundenen Qualifikation für den Europapokal in der Saison 1966/67 fiel er mit einem Treffer im Rückspiel des zweiten Runde gegen Real Saragossa zum 1:0 auf, der jedoch in Anbetracht der 0:2-Hinspielniederlage nicht fürs Weiterkommen genügte. Wenige Monate zuvor hatte er in Merseyside Derby gegen den FC Liverpool ein Tor zum 3:1-Erfolg beigesteuert.
Mehr verankert im kollektiven Gedächtnis der beiden Rivalen blieb danach sein kurioses Eigentor im Dezember 1969, als Brown eine Flanke von Liverpools Peter Thompson auf artistische Weise ins eigene Gehäuse beförderte. Aufgrund des Abgangs von Wilson, der bereits in der Spielzeit 1968/69 langzeitverletzt gewesen war, agierte Brown zu dieser Zeit auf der Lieblingsposition als Stammspieler und so war sein Beitrag zu Gewinn der 1970er Meisterschaft mit 36 Ligaeinsätzen nicht unerheblich. Aber schon unmittelbar nach dem Ligatitel verlor er seinen Platz an den im Winter 1969 verpflichteten englischen Nationalspieler Keith Newton. Nach lediglich 18 Pflichtspieleinsätzen in der Saison 1970/71 – darunter zwei Einwechslungen im Europapokal der Landesmeister in den ersten beiden Runden – verließ Brown im Mai 1971 Everton in Richtung des Drittligisten Shrewsbury Town. Dort blieb er ebenso ein Jahr, wie bei seinem Folgeklub FC Southport, der in der vierten Liga unterwegs war. Anschließend ließ er seine Karriere im Non-League-Bereich bei Fleetwood Freeport ausklingen.

## Titel/Auszeichnungen
- Englische Meisterschaft (1): 1970